# Discografia di Joji
La discografia di Joji, cantautore giapponese, comprende tre album in studio, un EP e 19 singoli, di cui otto realizzati in collaborazione con altri artisti.

## Album in studio
| Anno | Titolo e dettagli | Classifiche | Classifiche | Classifiche | Classifiche | Classifiche | Classifiche | Classifiche | Classifiche | Classifiche | Classifiche | Certificazioni                                         |
| Anno | Titolo e dettagli | AUS         | BEL (FL)    | CAN         | IRE         | NLD         | NOR         | NZL         | SWE         | UK          | USA         | Certificazioni                                         |
| ---- | --- | ----------- | ----------- | ----------- | ----------- | ----------- | ----------- | ----------- | ----------- | ----------- | ----------- | ------------------------------------------------------ |
| 2018 | Ballads 1 - Pubblicato: 26 ottobre 2018 - Etichetta: 88rising, 12Tone - Formati: CD, LP, download digitale, streaming       | 17          | 81          | 7           | 37          | 44          | 4           | 10          | 47          | 26          | 3           | - CAN: Platino - NZL: Platino - UK: Oro - USA: Platino |
| 2020 | Nectar - Pubblicato: 25 settembre 2020 - Etichetta: 88rising, 12Tone - Formati: CD, LP, MC, download digitale, streaming    | 1           | 22          | 4           | 11          | 21          | 9           | 2           | 17          | 6           | 3           | - CAN: Oro - NZL: Platino - UK: Oro - USA: Oro         |
| 2022 | Smithereens - Pubblicato: 4 novembre 2022 - Etichetta: 88rising, Warner - Formati: CD, LP, MC, download digitale, streaming | 3           | 27          | 3           | 15          | 23          | 4           | 3           | 11          | 13          | 5           | - NZL: Oro - USA: Oro                                  |

## Extended play
| Anno | Titolo e dettagli                                                                                                  | Classifiche | Classifiche | Classifiche | Certificazioni |
| Anno | Titolo e dettagli                                                                                                  | CAN         | NZL         | USA         | Certificazioni |
| ---- | --- | ----------- | ----------- | ----------- | -------------- |
| 2017 | In Tongues - Pubblicato: 3 novembre 2017 - Etichetta: 88rising, Empire - Formati: LP, download digitale, streaming | 62          | 38          | 58          | - NZL: Oro     |

## Singoli

### Come artista principale
| Anno                                                                          | Titolo                                                    | Classifiche | Classifiche | Classifiche | Classifiche | Classifiche | Classifiche | Classifiche | Classifiche | Classifiche | Classifiche | Certificazioni                                                                | Album di provenienza |
| Anno                                                                          | Titolo                                                    | AUS         | BEL (FL)    | CAN         | IRE         | NLD         | NOR         | NZL         | SWE         | UK          | USA         | Certificazioni                                                                | Album di provenienza |
| ----------------------------------------------------------------------------- | --------------------------------------------------------- | ----------- | ----------- | ----------- | ----------- | ----------- | ----------- | ----------- | ----------- | ----------- | ----------- | ----------------------------------------------------------------------------- | -------------------- |
| 2017                                                                          | Will He                                                   | —           | —           | —           | —           | —           | —           | —           | —           | —           | —           | - USA: Platino                                                                | In Tongues           |
| 2018                                                                          | 18 (con Kris Wu e Rich Brian feat. Trippie Redd e Baauer) | —           | —           | —           | —           | —           | —           | —           | —           | —           | —           |                                                                               | /                    |
| 2018                                                                          | Yeah Right                                                | —           | —           | —           | —           | —           | —           | —           | —           | —           | —           | - UK: Argento - USA: Platino                                                  | Ballads 1            |
| 2018                                                                          | Slow Dancing in the Dark                                  | —           | —           | 52          | —           | —           | —           | —           | —           | —           | 69          | - AUS: Platino - UK: Oro - USA: Platino (2)                                   | Ballads 1            |
| 2018                                                                          | Can't Get Over You (feat. Clams Casino)                   | —           | —           | —           | —           | —           | —           | —           | —           | —           | —           | - USA: Oro                                                                    | Ballads 1            |
| 2019                                                                          | Sanctuary                                                 | 42          | —           | 58          | 61          | —           | —           | 32          | —           | 63          | 80          | - AUS: Oro - USA: Oro                                                         | Nectar               |
| 2020                                                                          | Run                                                       | 39          | —           | 57          | 47          | —           | —           | —           | —           | 46          | 68          | - USA: Oro                                                                    | Nectar               |
| 2020                                                                          | Gimme Love                                                | —           | —           | 82          | 90          | —           | —           | —           | —           | 86          | 101         | - USA: Oro                                                                    | Nectar               |
| 2020                                                                          | Daylight (con Diplo)                                      | —           | —           | —           | —           | —           | —           | —           | —           | —           | 104         |                                                                               | Nectar               |
| 2020                                                                          | Your Man                                                  | —           | —           | 83          | 73          | —           | —           | —           | —           | —           | 116         |                                                                               | Nectar               |
| 2022                                                                          | Glimpse of Us                                             | 1           | 42          | 5           | 2           | 13          | 5           | 1           | 13          | 12          | 8           | - AUS: Platino (2) - CAN: Platino (2) - NZL: Platino - UK: Oro - USA: Platino | Smithereens          |
| 2022                                                                          | Yukon (Interlude)                                         | —           | —           | 95          | —           | —           | —           | —           | —           | —           | 112         |                                                                               | Smithereens          |
| "—" indica una pubblicazione non classificata o non pubblicata in quel paese. |                                                           |             |             |             |             |             |             |             |             |             |             |                                                                               |                      |

### Come artista ospite
| Anno | Titolo                                                                          | Certificazioni | Album di provenienza |
| ---- | ------------------------------------------------------------------------------- | -------------- | -------------------- |
| 2016 | Besidju (Shamana feat. Joji)                                                    |                | /                    |
| 2017 | Nomadic (Higher Brothers feat. Joji)                                            |                | /                    |
| 2018 | FeelTheRage (Lil Gnar feat. Night Lovell e Joji)                                |                | /                    |
| 2018 | Midsummer Madness (88rising feat. Joji, Rich Brian, Higher Brothers e August 8) | - USA: Oro     | Head in the Clouds   |
| 2018 | Think About U (Ryan Hemsworth feat. Joji)                                       |                | Elsewhere            |
| 2022 | From You (Bonobo feat. Joji)                                                    |                | Fragments            |
| 2022 | Thinking Bout You (Rei Brown feat. Joji)                                        |                | Xeno                 |

## Altri brani entrati in classifica o certificati
| 2017                                                                          | Demons                      | —  | —  | —  | —  | —  | —  | —   | - USA: Oro | In Tongues  |
| 2017                                                                          | Worldstar Money (Interlude) | —  | —  | —  | —  | —  | —  | —   | - USA: Oro | In Tongues  |
| 2020                                                                          | Ew                          | —  | —  | —  | —  | —  | 97 | 101 |            | Nectar      |
| 2020                                                                          | Modus                       | —  | —  | —  | —  | —  | —  | 120 |            | Nectar      |
| 2022                                                                          | Feeling like the End        | —  | 90 | —  | —  | —  | —  | 101 |            | Smithereens |
| 2022                                                                          | Die for You                 | 38 | 43 | 34 | 32 | 80 | 39 | 53  |            | Smithereens |
| 2022                                                                          | Before the Day Is Over      | —  | 95 | —  | —  | —  | —  | 103 |            | Smithereens |
| 2022                                                                          | Dissolve                    | —  | —  | —  | —  | —  | —  | 109 |            | Smithereens |
| 2022                                                                          | Night Rider                 | —  | —  | —  | —  | —  | —  | 105 |            | Smithereens |
| 2022                                                                          | BlahBlahBlah Demo           | —  | —  | —  | —  | —  | —  | 116 |            | Smithereens |
| 2022                                                                          | 1AM Freestyle               | —  | —  | —  | —  | —  | —  | 108 |            | Smithereens |
| "—" indica una pubblicazione non classificata o non pubblicata in quel paese. |                             |    |    |    |    |    |    |     |            |             |